# Scott Sunderland (ciclista en pista)
|  | No confondre amb Scott Sunderland, ciclista en ruta del 1990 al 2004 |

Scott Sunderland (Busselton, Austràlia Occidental, 16 de març de 1988) és un ciclista australià especialista en pista. Professional des del 2009, actualment milita a l'equip IsoWhey Sports SwissWellness
S'ha proclamat Campió del món en Velocitat per equips. També ha guanyat medalles als Jocs de la Commonwealth i proves a la Copa del Món de ciclisme en pista.

## Palmarès en pista
- 2006
  -  Campió del món júnior en Quilòmetre Contrarellotge
  - Campió d'Oceania en Quilòmetre
  - Velocitat per equips (amb Joel Leonard i Shane Perkins)
- 2007
  - Campió d'Oceania en Quilòmetre
- 2008
  - Campió d'Oceania en Quilòmetre
  - Velocitat per equips (amb Daniel Ellis i Shane Perkins)
- 2010
  - 1r als Jocs de la Commonwealth en Quilòmetre
  - 1r als Jocs de la Commonwealth en Velocitat per equips (amb Daniel Ellis i Jason Niblett)
  - Campió d'Oceania en Quilòmetre
  - Velocitat per equips (amb Daniel Ellis i Jason Niblett)
  -  Campió d'Austràlia en Keirin
- 2012
  -  Campió del món en Velocitat per equips (amb Shane Perkins i Matthew Glaetzer)
- 2014
  - 1r als Jocs de la Commonwealth en Quilòmetre
- 2015
  -  Campió d'Austràlia en Quilòmetre

### Resultats a laCopa del Món
- 2007-2008
  - 1r a Los Angeles, en Quilòmetre
- 2008-2009
  - 1r a Melbourne, en Velocitat per equips
- 2009-2010
  - 1r a Melbourne, en Quilòmetre
  - 1r a Melbourne, en Velocitat per equips
- 2013-2014
  - 1r a Guadalajara, en Quilòmetre
  - 1r a Guadalajara, en Persecució per equips

## Palmarès en ruta
- 2015
  - 1r a la Melbourne to Warrnambool Classic
  - Vencedor d'una etapa al National Capital Tour
  - Vencedor de 4 etapes al Tour of the Great South Coast
- 2017
  - Vencedor d'una etapa al Tour de Langkawi
  - Vencedor d'una etapa al Tour de Corea
  - Vencedor de 2 etapes a la Volta a Hongria
  - Vencedor de 4 etapes al Tour of the Great South Coast
  - Vencedor d'una etapa a la Volta a la Xina II